# Ichthyomys stolzmanni
Ichthyomys stolzmanni is een Zuid-Amerikaans knaagdier uit de familie der woelmuisachtigen.
Er werden twee ondersoorten onderscheiden, I. s. orientalis en I. s. stolzmanni, maar deze zijn volgens een studie uit 2010 gelijk.

## Leefgebied
I. stolzmanni komt voor in heuvelige wouden van de provincie Junín te Peru en van Oost-Ecuador. Hij komt voor tussen 900 en 1700 m hoogte. Hij vereist heldere, snelstromende, smalle stromen in zijn omgeving. Het is onduidelijk of zijn leefgebied aaneensluitend is.
Omdat er maar 7 specimens bekend waren, werd van het dier gedacht dat het zeldzaam was, tot in 2010 een studie uitwees dat lokale forelkwekers de soort hinderlijk vinden omdat hij op hun jonge forellen jaagt.

## Kenmerken
I. stolzmanni is zo'n 20 cm lang, staart inbegrepen. De staart is langer dan de kopromplengte en heeft een donker boven- en lichte onderkant. Hij heeft een grijsbruine vacht met een crèmekleurige buik. De voor- en achterpoten zijn bruin en hebben witte tenen. Hun achterpoot is relatief breed.
De soort is waarschijnlijk een nachtdier dat op de grond leeft en ook deels in het water. Hij leeft van ongewervelde waterdieren en nu en dan van kleine gewervelden.